# Stranjani (Barlovci)
Stranjani su selo u župi Barlovcima koja je u sastavu Grada Banje Luke, Republika Srpska, BiH.

## Povijest
Župa Barlovci (u ondašnjim granicama, bez Trna, Bukovice i Jablana) teško je stradala u velikosrpskom pohodu po BiH. U "ratu bez rata" 1992. do 1995. ubijena je 31 osoba, Ubojstva su bila okrutni zločini po pravilu izvršeni nad civilima većinom na vlastitom kućnom pragu. Po tome je župa Barlovci među najviše stradalima u tom vremenu u cijeloj Banjolučkoj biskupiji. Župi pripadaju sela Stranjani i Matoševci.

## Kultura
- Dani Stranjančana i Matoševljana, održavaju se potkraj srpnja[3]

## Poznate osobe
- Velimir Blažević, hrv. crkveni pravnik

## Vanjske poveznice
- http://www.barlovci-zupa.org/